# Монтроз-авеню (линия Канарси, Би-эм-ти)
|   |   |   |   |
| · | · | · | · |

|   |   |   |   |
| · | · | · | · |

«Монтроз-авеню» (англ. Montrose Avenue) — станция Нью-Йоркского метрополитена, расположенная на линии Канарси, Би-эм-ти. Станция находится в Бруклине, в округе Ист-Уильямсберг, на пересечении Монтроуз-авеню и Бушуик-авеню. На станции останавливается маршрут L (круглосуточно).
Эта станция была открыта 21 сентября 1924 года в составе первой очереди BMT Canarsie Line и являлась на момент открытия конечной. Конечной она прослужила для поездов чуть меньше четырех лет: уже 14 июля 1928 года была открыта следующая очередь линии к востоку от станции: до Broadway Junction, где присоединялась уже к возведенному в 1906 году участку. первоначальный проект второй очереди предполагал строительство эстакадной линии, и даже начали её строительство, тем не менее до Broadway Junction линию построили подземной. До сих пор можно увидеть остатки старых тоннелей, которые должны были соединить эстакадную и подземную линии. 
Станция представлена двумя боковыми платформами. Платформы отделаны стандартным образом: стены отделаны белой плиткой. Под потолком есть мозаичный орнамент. Название станции также выложено мозаикой. Мозаика достаточно красочная: в ней использовано большое количество разнообразных цветов. На каждой платформе есть по одному колонному ряду. Эти колонны окрашены в синий цвет, на некоторых из них располагаются стандартные черные таблички с белой надписью названия станции. Между путями также есть колонный ряд.

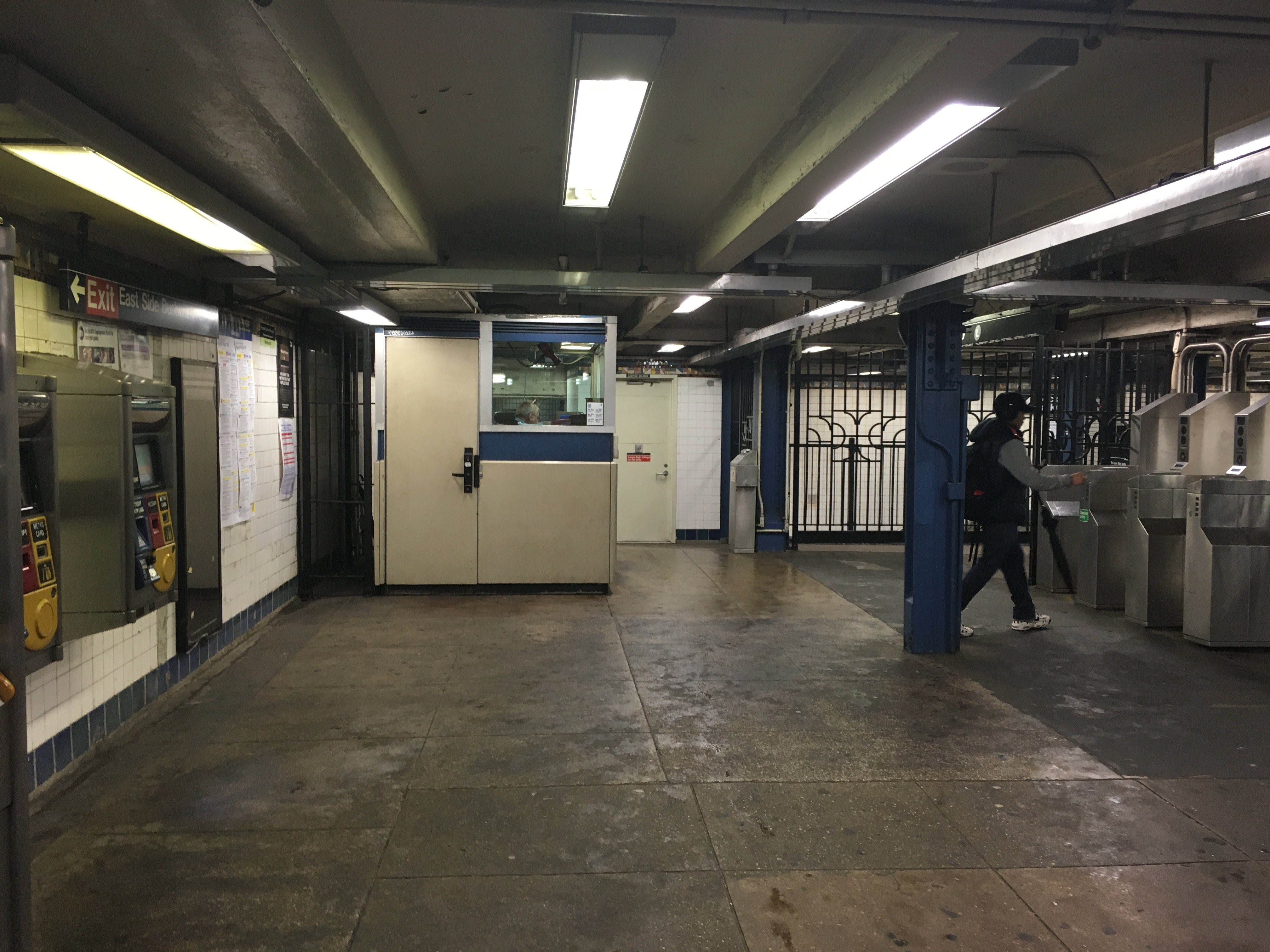
Мезонин

Станция имеет единственный выход, расположенный в центральной части станции. Он представлен мезонином, расположенным над путями, куда с каждой платформы ведёт по две лестницы. В мезонине располагается турникетный павильон. Есть возможность бесплатного перехода между платформами. Из мезонина в город также ведут две лестницы: к западным углам перекрестка Монтроуз-авеню и Бушуик-авеню.